# Calcio Como 2015-2016
Questa voce raccoglie le informazioni riguardanti il Calcio Como nelle competizioni ufficiali della stagione 2015-2016.

## Stagione
Nella stagione 2015-2016 il Como partecipa a due competizioni ufficiali: il campionato di Serie B e la Coppa Italia. Sulla panchina della squadra lariana, dopo la promozione dalla Lega Pro alla B, viene confermato Carlo Sabatini. La squadra inizia la stagione agonistica ad agosto affrontando il Trapani nel secondo turno eliminatorio di Coppa Italia. Nella partita, disputata allo stadio Polisportivo Provinciale di Trapani, il Como viene sconfitto per 1-0 con un gol di Romano Perticone nei minuti di recupero del secondo tempo e viene così eliminato dal torneo. In campionato il Como inizia con due sconfitte e poi altrettanti pareggi. La prima vittoria arriva alla 5ª giornata in casa del Novara, ma le successive 3 sconfitte consecutive portano i lariani all'ultima posizione in classifica. Nelle seguenti 3 partite gli azzurri ottengono 2 punti, frutto di due pareggi casalinghi e una sconfitta esterna, che non servono a lasciare l'ultimo posto della graduatoria. Dopo il secondo dei due pareggi (1-1 contro il Modena) la società lariana decide di esonerare l'allenatore Carlo Sabatini, sostituendolo con Gianluca Festa. Dopo il cambio in panchina la squadra ottiene 4 pareggi e 5 sconfitte prima di riuscire a vincere la prima partita casalinga in stagione in occasione dell'ultima gara del girone d'andata (2-1 contro la Salernitana). Dopo aver bissato il successo interno nella partita seguente contro il Perugia, i lariani inanellano 6 pareggi (quasi tutti venendo raggiunti dopo essere passati in vantaggio) e 3 sconfitte, non riuscendo a lasciare l'ultimo posto in classifica. Dopo l'ultima di queste sconfitte, un 1-3 casalingo contro il Cesena che porta la squadra comasca a 10 punti dalla zona play-out e 12 dalla salvezza diretta, la società esonera Gianluca Festa e al suo posto chiama Stefano Cuoghi. La nuova gestione tecnica inizia con una vittoria per 2-1 in casa del Modena per poi alternare nelle 6 partite seguenti pareggi casalinghi e sconfitte in trasferta. La sconfitta interna contro la Ternana (1-2 nei minuti di recupero) alla 39ª giornata sancisce la matematica retrocessione della squadra lariana che ritornerà così in Lega Pro dopo solo un anno nel campionato cadetto. Il Como chiude il campionato all'ultimo posto con 36 punti, frutto di 5 vittorie, 18 pareggi e 19 sconfitte, il secondo peggior attacco (39 gol realizzati, 37 il Modena) e la seconda peggior difesa (64 gol subiti come Ascoli e Brescia, 66 l'Avellino). Miglior marcatore stagionale degli azzurri è Simone Ganz con 16 reti, che lo collocano anche al quarto posto assoluto in campionato alle spalle di Gianluca Lapadula (27), Daniele Cacia e Francesco Caputo (17).

## Divise e sponsor
Lo sponsor tecnico per la stagione 2015-2016 è Legea, mentre gli sponsor ufficiali sono Verga e FoxTown. La prima divisa è composta da una maglia blu reale con colletto bianco e da pantaloncini e calzettoni blu reale. La divisa di riserva presenta lo stesso motivo di quella casalinga ed è di colore bianco mentre la terza divisa è rossa.
| Casa | Trasferta | Terza divisa |

## Organigramma societario
Area direttiva
- Presidente onorario: Gianluca Zambrotta
- Presidente: Pietro Porro
- Vicepresidente: Flavio Foti
- Consigliere delegato: Fabio Bruni

Area organizzativa
- Responsabile amministrazione finanza e controllo: Fabio Lori
- Segretario generale: Giorgio Bressani
- Segreteria sportiva: Davide Guglielmetti
- Segreteria amministrativa: Eros Greggio
- Ufficio legale: Fabrizio Diana
- Direttore marketing, comunicazione e vendite: Mauro Vallini
- Comunicazione web e social area: ComoComunica srl
- Addetto stampa: Matteo Vanetti
- Ufficio stampa: Ginevra Tagliaferri, Vincenzo Carrante, Alessandro Camagni
- Supporter Liaison Officer: Giorgio Bressani

Area tecnica
- Direttore sportivo: Giovanni Dolci
- Allenatore: Carlo Sabatini (fino al 31 ottobre 2015), Gianluca Festa (dal 1º novembre 2015 al 13 marzo 2016), Stefano Cuoghi (dal 13 marzo 2016)
- Allenatore in seconda: Moreno Greco
- Collaboratore tecnico: Gustavo Aragolaza (dal 1º novembre 2015 al 13 marzo 2016)
- Consulente tecnico: Gianfranco Matteoli (dal 1º novembre 2015 al 13 marzo 2016)
- Preparatore atletico: Simon Barjie
- Preparatore dei portieri: Fabrizio Paese
- Responsabile formazione psicoeducativa e progetti sociali: Samuele Robbioni
- Consulente per la preparazione atletica: Fulvio Sguazzero
- Team manager: Claudio Maspero
- Addetto all'arbitro: Aldo Mosconi
- Magazziniere: Giancarlo Carmignani

Area sanitaria
- Responsabile staff sanitario: Francesco Floris
- Medico sociale: Alberto Giughello
- Fisioterapisti: Marco Mascheroni, Simone Gallo

## Rosa
Rosa e numerazione sono aggiornati al 2 marzo 2016.
I numeri di maglia indicati sono quelli scelti per il campionato di Serie B che possono differire da quelli utilizzati per la Coppa Italia (indicati in nota).
| N. |                       | Ruolo | Calciatore                     |
| -- | --------------------- | ----- | ------------------------------ |
| 1  | Italia (bandiera)     | P     | Diamante Crispino              |
| 12 | Italia (bandiera)     | P     | Lorenzo Andrenacci             |
| 22 | Italia (bandiera)     | P     | Simone Scuffet                 |
| 2  | Italia (bandiera)     | D     | Alberto Tentardini             |
| 4  | Italia (bandiera)     | D     | Antonio Giosa (capitano)       |
| 5  | Italia (bandiera)     | D     | Cesare Ambrosini               |
| 13 | Italia (bandiera)     | D     | Jacopo Triveri                 |
| 14 | Spagna (bandiera)     | D     | Pol García Tena                |
| 16 | Italia (bandiera)     | D     | Davide Sala                    |
| 23 | Italia (bandiera)     | D     | Andrea Marconi (vice capitano) |
| 24 | Slovacchia (bandiera) | D     | Marek Čech                     |
| 25 | Italia (bandiera)     | D     | Martino Borghese               |
| 30 | Croazia (bandiera)    | D     | Tonći Kukoč-Petraello          |
| 27 | Italia (bandiera)     | D     | Marco Cassetti                 |
| 32 | Argentina (bandiera)  | D     | Tiago Matías Casasola          |
| 3  | Brasile (bandiera)    | C     | Daniel Sartori Bessa           |
| 6  | Ghana (bandiera)      | C     | Isaac Toah N'Tow               |
| 6  | Albania (bandiera)    | C     | Migjen Xhevat Basha            |
| 7  | Italia (bandiera)     | C     | Giacomo Casoli                 |
| 8  | Italia (bandiera)     | C     | Nadir Minotti                  |
| 11 | Italia (bandiera)     | C     | Alessio Cristiani              |
| 14 | Italia (bandiera)     | C     | Giovanni La Camera             |

| N. |                               | Ruolo | Calciatore                 |
| -- | ----------------------------- | ----- | -------------------------- |
| 15 | Italia (bandiera)             | C     | Giovanni Fietta            |
| 16 | Italia (bandiera)             | C     | Nicola Madonna             |
| 17 | Australia (bandiera)          | C     | Joshua Brillante           |
| 21 | Italia (bandiera)             | C     | Michele Mandelli           |
| 24 | Slovenia (bandiera)           | C     | Žan Benedičič              |
| 29 | Italia (bandiera)             | C     | Giuliano Caputo            |
| 30 | Italia (bandiera)             | C     | Alessandro Sbaffo          |
| 31 | Macedonia del Nord (bandiera) | C     | Nikola Jakimovski          |
| 33 | Italia (bandiera)             | C     | Nicolò Barella             |
| 34 | Italia (bandiera)             | C     | Manuel Cicconi             |
| 7  | Italia (bandiera)             | A     | Eric Lanini                |
| 8  | Italia (bandiera)             | A     | Stefano Pettinari          |
| 9  | Italia (bandiera)             | A     | Simone Andrea Ganz         |
| 10 | Italia (bandiera)             | A     | Giuseppe Le Noci           |
| 10 | Algeria (bandiera)            | A     | Abdelkader Mohamed Ghezzal |
| 18 | Italia (bandiera)             | A     | Federico Gerardi           |
| 19 | Italia (bandiera)             | A     | Matteo Cortesi             |
| 20 | Italia (bandiera)             | A     | Luca Scapuzzi              |
| 21 | Nigeria (bandiera)            | A     | Osarimen Giulio Ebagua     |
| 26 | Italia (bandiera)             | A     | Cristian Mutton            |
| 28 | Italia (bandiera)             | A     | Accursio Bentivegna        |

## Risultati

### Serie B

#### Girone di andata
| Arbitro: | Maresca (Napoli) |

|                             |           |  |
| Del Prete 44’ Ardemagni 72’ | Marcatori |  |

| Arbitro: | Martinelli (Roma) |

|            |           |                                   |
| Sbaffo 13’ | Marcatori | 41’ Fedato 64’ (rig.) Vantaggiato |

| Arbitro: | Ripa (Nocera Inferiore) |

|                                       |           |                                 |
| Raičević 8’ Galano 23’ Giacomelli 82’ | Marcatori | 1’ Sbaffo 14’ Gerardi 85’ Bessa |

| Novara 22 settembre 2015, ore 20:30 CEST 4ª giornata | Como           | 0 – 0 referto | Trapani | Stadio Silvio Piola (1 816 spett.)\| Arbitro: \| Serra (Torino) \| |
| Arbitro:                                             | Serra (Torino) |               |         |                                                                    |

| Arbitro: | Baracani (Firenze) |

|  |           |                                 |
|  | Marcatori | 82’ (aut.) Faraoni 90+2’ Ebagua |

| Arbitro: | Rapuano (Rimini) |

|  |           |                                           |
|  | Marcatori | 24’ Giorgi 26’ Perez 53’ Cacia 67’ Jankto |

| Arbitro: | Aureliano (Bologna) |

|            |           |                                               |
| Ebagua 12’ | Marcatori | 3’ Abate 30’ (rig.) Geijo 84’ And. Caracciolo |

| Arbitro: | Illuzzi (Molfetta) |

|                    |           |  |
| Piccolo 90’ (rig.) | Marcatori |  |

| Arbitro: | Ripa (Nocera Inferiore) |

|              |           |            |
| Cassetti 52’ | Marcatori | 68’ Acosty |

| Arbitro: | Candussio (Cervignano del Friuli) |

|                                   |           |                |
| Đurić 11’ Garritano 29’ Ciano 88’ | Marcatori | 51’ Bentivegna |

| Arbitro: | Pezzuto (Lecce) |

|          |           |           |
| Ganz 81’ | Marcatori | 50’ Rubin |

| Arbitro: | Manganiello (Pinerolo) |

|                          |           |               |
| Caputo 16’ Pellizzer 66’ | Marcatori | 12’, 34’ Ganz |

| Arbitro: | Saia (Palermo) |

|  |           |                   |
|  | Marcatori | 10’, 45’ Lapadula |

| Arbitro: | Pinzani (Empoli) |

|                            |           |  |
| Germano 11’ Mustacchio 31’ | Marcatori |  |

| Arbitro: | Abisso (Palermo) |

|          |           |             |
| Ganz 53’ | Marcatori | 70’ De Luca |

| Arbitro: | Ros (Pordenone) |

|                  |           |          |
| João Pedro 90+1’ | Marcatori | 49’ Ganz |

| Arbitro: | Abbattista (Molfetta) |

|  |           |             |
|  | Marcatori | 87’ Budimir |

| Arbitro: | Pairetto (Nichelino) |

|                                                 |           |  |
| Falletti 25’ Avenatti 39’ Gondo 70’ Palumbo 73’ | Marcatori |  |

| Arbitro: | La Penna (Roma) |

|  |           |                |
|  | Marcatori | 52’ Nitrianský |

| Arbitro: | Rapuano (Rimini) |

|                 |           |           |
| Nenê 69’ (rig.) | Marcatori | 65’ Bessa |

| Arbitro: | Pasqua (Tivoli) |

|                              |           |          |
| Ebagua 37’ Ganz 90+3’ (rig.) | Marcatori | 28’ Coda |

#### Girone di ritorno
| Arbitro: | Illuzzi (Molfetta) |

|          |           |  |
| Ganz 35’ | Marcatori |  |

| Arbitro: | Ros (Pordenone) |

|              |           |               |
| Borghese 73’ | Marcatori | 61’ Pettinari |

| Arbitro: | Candussio (Cervignano del Friuli) |

|          |           |             |
| Ganz 81’ | Marcatori | 52’ Sbrissa |

| Arbitro: | Serra (Torino) |

|                                 |           |                        |
| A. Montalto 59’ Scozzarella 88’ | Marcatori | 26’ Pettinari 53’ Ganz |

| Arbitro: | Di Paolo (Avezzano) |

|          |           |               |
| Ganz 75’ | Marcatori | 81’ Gălăbinov |

| Arbitro: | Ripa (Nocera Inferiore) |

|             |           |  |
| Petagna 52’ | Marcatori |  |

| Arbitro: | Baracani (Firenze) |

|                   |           |                 |
| Morosini 28’, 74’ | Marcatori | 61’ (rig.) Ganz |

| Arbitro: | Abisso (Palermo) |

|                 |           |               |
| Ganz 32’ (rig.) | Marcatori | 70’ Bačinovič |

| Arbitro: | Ros (Pordenone) |

|             |           |          |
| Dumitru 81’ | Marcatori | 63’ Ganz |

| Arbitro: | Maresca (Napoli) |

|           |           |                                    |
| Bessa 34’ | Marcatori | 64’ Perico 65’ Đurić 90+3’ Rosseti |

| Arbitro: | Minelli (Varese) |

|               |           |                        |
| Mazzarani 69’ | Marcatori | 50’ Ganz 53’ Cristiani |

| Arbitro: | Serra (Torino) |

|                     |           |            |
| Iacoponi 62’ (aut.) | Marcatori | 15’ Caputo |

| Arbitro: | Rapuano (Rimini) |

|                   |           |           |
| Lapadula 14’, 32’ | Marcatori | 60’ Giosa |

| Arbitro: | Martinelli (Roma) |

|               |           |            |
| Cristiani 28’ | Marcatori | 30’ Marchi |

| Arbitro: | Marini (Roma) |

|                                |           |  |
| Pușcaș 60’ Dezi 68’ Rosina 79’ | Marcatori |  |

| Arbitro: | Saia (Palermo) |

|               |           |            |
| Cristiani 65’ | Marcatori | 42’ Deiola |

| Arbitro: | Baracani (Firenze) |

|                         |           |  |
| Modesto 24’ Budimir 43’ | Marcatori |  |

| Arbitro: | Ripa (Nocera Inferiore) |

|                |           |                            |
| M. Marconi 35’ | Marcatori | 41’ Palumbo 90+4’ Avenatti |

| Arbitro: | Marini (Roma) |

|              |           |          |
| D'Angelo 11’ | Marcatori | 6’ Basha |

| Arbitro: | Ghersini (Genova) |

|                                     |           |  |
| Ganz 20’, 33’ Giosa 29’ Madonna 59’ | Marcatori |  |

| Arbitro: | Pezzuto (Lecce) |

|               |           |  |
| Donnarumma 5’ | Marcatori |  |

### Coppa Italia
| Arbitro: | Minelli (Varese) |

|                 |           |  |
| Perticone 90+3’ | Marcatori |  |

## Statistiche

### Statistiche di squadra
| Competizione | Punti | In casa | In casa | In casa | In casa | In casa | In casa | In trasferta | In trasferta | In trasferta | In trasferta | In trasferta | In trasferta | Totale | Totale | Totale | Totale | Totale | Totale | DR   |
| Competizione | Punti | G       | V       | N       | P       | Gf      | Gs      | G            | V            | N            | P            | Gf           | Gs           | G      | V      | N      | P      | Gf     | Gs     | DR   |
| ------------ | ----- | ------- | ------- | ------- | ------- | ------- | ------- | ------------ | ------------ | ------------ | ------------ | ------------ | ------------ | ------ | ------ | ------ | ------ | ------ | ------ | ---- |
| Serie B      | 33    | 21      | 3       | 10      | 8       | 20      | 28      | 21           | 2            | 8            | 11           | 19           | 36           | 42     | 5      | 18     | 19     | 39     | 64     | - 25 |
| Coppa Italia | -     | 0       | 0       | 0       | 0       | 0       | 0       | 1            | 0            | 0            | 1            | 0            | 1            | 1      | 0      | 0      | 1      | 0      | 1      | - 1  |
| Totale       | -     | 21      | 3       | 10      | 8       | 20      | 28      | 22           | 2            | 8            | 12           | 19           | 37           | 43     | 5      | 18     | 20     | 39     | 65     | - 26 |

### Andamento in campionato
| Giornata  | 1  | 2  | 3  | 4  | 5  | 6  | 7  | 8  | 9  | 10 | 11 | 12 | 13 | 14 | 15 | 16 | 17 | 18 | 19 | 20 | 21 | 22 | 23 | 24 | 25 | 26 | 27 | 28 | 29 | 30 | 31 | 32 | 33 | 34 | 35 | 36 | 37 | 38 | 39 | 40 | 41 | 42 |
| --------- | -- | -- | -- | -- | -- | -- | -- | -- | -- | -- | -- | -- | -- | -- | -- | -- | -- | -- | -- | -- | -- | -- | -- | -- | -- | -- | -- | -- | -- | -- | -- | -- | -- | -- | -- | -- | -- | -- | -- | -- | -- | -- |
| Luogo     | T  | C  | T  | C  | T  | C  | C  | T  | C  | T  | C  | T  | C  | T  | C  | T  | C  | T  | C  | T  | C  | C  | T  | C  | T  | C  | T  | T  | C  | T  | C  | T  | C  | T  | C  | T  | C  | T  | C  | T  | C  | T  |
| Risultato | P  | P  | N  | N  | V  | P  | P  | P  | N  | P  | N  | N  | P  | P  | N  | N  | P  | P  | P  | N  | V  | V  | N  | N  | N  | N  | P  | P  | N  | N  | P  | V  | N  | P  | N  | P  | N  | P  | P  | N  | V  | P  |
| Posizione | 18 | 21 | 20 | 21 | 15 | 20 | 21 | 22 | 22 | 22 | 22 | 22 | 22 | 22 | 22 | 22 | 22 | 22 | 22 | 22 | 22 | 22 | 22 | 22 | 22 | 22 | 22 | 22 | 22 | 22 | 22 | 22 | 22 | 22 | 22 | 22 | 22 | 22 | 22 | 22 | 22 | 22 |

Legenda:

Luogo: C = Casa; T = Trasferta. Risultato: V = Vittoria; N = Pareggio; P = Sconfitta.

### Statistiche dei giocatori
Sono in corsivo i calciatori che hanno lasciato la società durante la stagione.
| Giocatore      | Serie B  | Serie B | Serie B     | Serie B    | Coppa Italia | Coppa Italia | Coppa Italia | Coppa Italia | Totale   | Totale | Totale      | Totale     |
| Giocatore      | Presenze | Reti    | Ammonizioni | Espulsioni | Presenze     | Reti         | Ammonizioni  | Espulsioni   | Presenze | Reti   | Ammonizioni | Espulsioni |
| -------------- | -------- | ------- | ----------- | ---------- | ------------ | ------------ | ------------ | ------------ | -------- | ------ | ----------- | ---------- |
| C. Ambrosini   | 23       | 0       | 11          | 0          | 0            | 0            | 0            | 0            | 23       | 0      | 11          | 0          |
| L. Andrenacci  | 0        | -0      | 0           | 0          | -            | -            | -            | -            | 0        | -0     | 0           | 0          |
| N. Barella     | 16       | 0       | 5           | 1          | -            | -            | -            | -            | 16       | 0      | 5           | 1          |
| M. Basha       | 13       | 1       | 1           | 1          | -            | -            | -            | -            | 13       | 1      | 1           | 1          |
| Ž. Benedičič   | 9        | 0       | 2           | 0          | -            | -            | -            | -            | 9        | 0      | 2           | 0          |
| A. Bentivegna  | 15       | 1       | 0           | 0          | -            | -            | -            | -            | 15       | 1      | 0           | 0          |
| D. Bessa       | 36       | 3       | 10          | 2          | 0            | 0            | 0            | 0            | 36       | 3      | 10          | 2          |
| M. Borghese    | 11       | 0       | 5           | 0          | -            | -            | -            | -            | 11       | 0      | 5           | 0          |
| J. Brillante   | 21       | 0       | 3           | 0          | -            | -            | -            | -            | 21       | 0      | 3           | 0          |
| G. Caputo      | 0        | 0       | 0           | 0          | 0            | 0            | 0            | 0            | 0        | 0      | 0           | 0          |
| T. Casasola    | 27       | 0       | 6           | 0          | -            | -            | -            | -            | 27       | 0      | 6           | 0          |
| G. Casoli      | 16       | 0       | 6           | 0          | 1            | 0            | 0            | 0            | 17       | 0      | 6           | 0          |
| M. Cassetti    | 31       | 1       | 12          | 1          | 0            | 0            | 0            | 0            | 31       | 1      | 12          | 1          |
| M. Čech        | 4        | 0       | 0           | 0          | -            | -            | -            | -            | 4        | 0      | 0           | 0          |
| M. Cicconi     | 1        | 0       | 0           | 0          | 1            | 0            | 0            | 0            | 2        | 0      | 0           | 0          |
| M. Cortesi     | 0        | 0       | 0           | 0          | 1            | 0            | 0            | 0            | 1        | 0      | 0           | 0          |
| D. Crispino    | 7        | -12     | 0           | 0          | 1            | -1           | 1            | 0            | 8        | -13    | 1           | 0          |
| A. Cristiani   | 13       | 3       | 3           | 0          | 0            | 0            | 0            | 0            | 13       | 3      | 3           | 0          |
| O. Ebagua      | 18       | 3       | 7           | 1          | -            | -            | -            | -            | 18       | 3      | 7           | 1          |
| G. Fietta      | 18       | 0       | 3           | 0          | 0            | 0            | 0            | 0            | 18       | 0      | 3           | 0          |
| S. A. Ganz     | 35       | 16      | 3           | 0          | 0            | 0            | 0            | 0            | 35       | 16     | 3           | 0          |
| P. García Tena | 13       | 0       | 1           | 0          | 1            | 0            | 0            | 0            | 14       | 0      | 1           | 0          |
| F. Gerardi     | 27       | 1       | 4           | 0          | -            | -            | -            | -            | 27       | 1      | 4           | 0          |
| A. Ghezzal     | 15       | 0       | 5           | 0          | -            | -            | -            | -            | 15       | 0      | 5           | 0          |
| A. Giosa       | 24       | 2       | 6           | 1          | 1            | 0            | 0            | 0            | 25       | 2      | 6           | 1          |
| N. Jakimovski  | 14       | 0       | 4           | 0          | -            | -            | -            | -            | 14       | 0      | 4           | 0          |
| T. Kukoč       | 2        | 0       | 0           | 0          | -            | -            | -            | -            | 2        | 0      | 0           | 0          |
| G. La Camera   | 9        | 0       | 3           | 0          | -            | -            | -            | -            | 9        | 0      | 3           | 0          |
| E. Lanini      | 13       | 0       | 0           | 0          | -            | -            | -            | -            | 13       | 0      | 0           | 0          |
| G. Le Noci     | 1        | 0       | 0           | 0          | 1            | 0            | 0            | 0            | 2        | 0      | 0           | 0          |
| N. Madonna     | 24       | 1       | 7           | 0          | -            | -            | -            | -            | 24       | 1      | 7           | 0          |
| M. Mandelli    | 1        | 0       | 0           | 0          | -            | -            | -            | -            | 1        | 0      | 0           | 0          |
| A. Marconi     | 37       | 1       | 13          | 1          | 0            | 0            | 0            | 0            | 37       | 1      | 13          | 1          |
| N. Minotti     | 10       | 0       | 3           | 0          | 1            | 0            | 0            | 0            | 11       | 0      | 3           | 0          |
| C. Mutton      | 0        | 0       | 0           | 0          | 1            | 0            | 0            | 0            | 1        | 0      | 0           | 0          |
| I. Ntow        | 3        | 0       | 0           | 0          | -            | -            | -            | -            | 3        | 0      | 0           | 0          |
| S. Pettinari   | 14       | 2       | 2           | 0          | -            | -            | -            | -            | 14       | 2      | 2           | 0          |
| D. Sala        | -        | -       | -           | -          | 1            | 0            | 1            | 0            | 1        | 0      | 1           | 0          |
| A. Sbaffo      | 15       | 2       | 8           | 1          | -            | -            | -            | -            | 15       | 2      | 8           | 1          |
| L. Scapuzzi    | 8        | 0       | 1           | 0          | 1            | 0            | 0            | 0            | 9        | 0      | 1           | 0          |
| S. Scuffet     | 35       | -52     | 1           | 0          | 0            | -0           | 0            | 0            | 35       | -52    | 1           | 0          |
| A. Tentardini  | 1        | 0       | 1           | 0          | 1            | 0            | 0            | 0            | 2        | 0      | 1           | 0          |
| J. Triveri     | 0        | 0       | 0           | 0          | 1            | 0            | 0            | 0            | 1        | 0      | 0           | 0          |